# Giorni festivi in Groenlandia
Questa è una lista dei giorni festivi in Groenlandia.
| Data                                         | Nome italiano           |
| -------------------------------------------- | ----------------------- |
| 1º gennaio                                   | Capodanno               |
| 6 gennaio                                    | Epifania                |
| Marzo o aprile                               | Giovedì santo           |
| Marzo o aprile                               | Venerdì santo           |
| Marzo o aprile                               | Lunedì dell'Angelo      |
| Aprile o maggio (quarto venerdì dopo Pasqua) | Preghiera giorno        |
| Maggio o giugno                              | Ascensione              |
| Maggio o giugno                              | Pentecoste              |
| 21 giugno                                    | Ullortuneq              |
| 24 dicembre                                  | Vigilia di Natale       |
| 25 dicembre                                  | Natale                  |
| 26 dicembre                                  | Giorno di Santo Stefano |
| 31 dicembre                                  | Notte di San Silvestro  |